# Élie Cester
Pour les articles homonymes, voir Cester.

a Compétitions nationales et continentales officielles uniquement.

b Matchs officiels uniquement.
Dernière mise à jour le 09/03/2017.
Élie Cester, né le 27 juillet 1942 à L'Isle-Jourdain (Gers) et mort le 3 janvier 2017 à Bourg-lès-Valence (Drôme), est un joueur français de rugby à XV évoluant au poste de deuxième ligne. Il joue entre autres au sein des clubs du Toulouse olympique employés club puis du Valence sportif. Il compte 35 sélections en équipe de France.

## Biographie
Il obtient sa première cape le 15 janvier 1966 à l'occasion d'un match contre l'équipe d'Écosse.
Il participe ensuite à la victoire de l'équipe de France contre la Nouvelle-Zélande 1973.
Longtemps, il fut associé au truculent Walter Spanghero en deuxième ligne, alors qu'il était tout son contraire de caractère : discret et modéré. Il possédait un grand esprit d'équipe, et côtoya également Benoît Dauga sur sa ligne en équipe de France.
Il obtint l'Oscar du Midi olympique (meilleur joueur français du championnat) en 1969. 
Elie Cester a donné son nom au stade de rugby de l'équipe du RCC Marsanne (Drôme) lors des vingt ans du club en 2010.
Il est décédé chez lui, à Bourg-lès-Valence, dans la nuit du 2 au 3 janvier 2017, après être revenu de Corse où il avait passé les fêtes.
Son neveu, Michel Cester, rugbyman également, est mort à L'Isle-Jourdain, le 10 janvier 2017, à 52 ans, victime d'une crise cardiaque sur le parvis de l'église où devait avoir lieu la cérémonie religieuse pour le transfert des cendres de son oncle.
Son autre neveu Jean-Luc Cester a joué au FC Lourdes et au Stade toulousain.

## Palmarès
- 35 sélections en équipe de France A, de 1966 à 1974, 4 capitanats en 1968 et 1974
- Une sélection dans l'équipe du Reste du monde, face aux Anglais lors du centenaire de la Fédération anglaise, en avril 1971
- Un essai le 16 novembre 1968 au Parc des Princes, face aux Springboks
- Grand Chelem en 1968
- Tournoi des Cinq Nations en 1967, et 1970 (ex aequo avec le pays de Galles). Il disputa également les éditions de 1966 et 1969,1973,1974.
- Tournées en Afrique du Sud en 1964, et Nouvelle-Zélande et Australie en 1968.
- Finaliste de la coupe Jauréguy en 1974